# Резерват за розови пеликани
„Резерват за розови пеликани“ е български игрален филм (детски, комедия) от 2003 година на режисьора Ивайло Джамбазов, по сценарий на Ивайло Джамбазов, Ивайло Пенчев и Костадин Костадинов, по едноименната повест на Костадин Костадинов. Оператор е Ивайло Пенчев. Музиката във филма е композирана от Кирил Илиевски, Константин Илиевски.

## Сюжет
Симпатична комедия за деца, в която 6 пълнички хлапета в дебелариум се борят героично с глада. Така неусетно те се научават какво е истинско приятелство и се превръщат в малки мъже.

## Актьорски състав
| Изпълнител             | Роля                                                   |
| ---------------------- | ------------------------------------------------------ |
| Стефан Щерев           | Илко (дете)                                            |
| Теодор Данов           | Ярослав (дете)                                         |
| Константин Чичев       | Емил (дете)                                            |
| Христа Николова        | Ваня (дете)                                            |
| Кристиян Арсов         | Флегмата (дете)                                        |
| Михаил Цапов           | Шушона (дете)                                          |
| Кръстьо Лафазанов      | д-р Стоянов главният лекар в Санаториума за отслабване |
| Иван Джамбазов         | бай Ангел, рибар                                       |
| Теодор Елмазов         | Пончев, физкултурник                                   |
| Даниела Кръстева       | Деница, мед. сестра                                    |
| Валентин Танев         | Метев, бизнесмен                                       |
| Валентин Ганев         | Ганев, научен сътрудник                                |
| Десислава Тенекеджиева | майката на Илко                                        |
| Георги Къркеланов      | бащата на Илко                                         |
| В епизодите            |                                                        |
| Марин Димитров         |                                                        |
| Ивайло Джамбазов       |                                                        |
| Свилен Боянов          |                                                        |
| Катерина Атанасова     |                                                        |
| Таня Стойчева          |                                                        |
| Димитър Генин          |                                                        |
| Валентин Петков        |                                                        |
| и други                |                                                        |

## Награди
- Специална награда на журито за оригинално постижение в телевизионното игрално кино за деца и юноши от 28 фестивал „Златната ракла“, (Пловдив, 2003).
- Диплом за операторско майсторство на Ивайло Пенчев от 28 фестивал „Златната ракла“, (Пловдив, 2003).
- Наградата на името на „Галя Бъчварова“ в лицето на Ивайло Джамбазов на 28 МТФ „Златна ракла“, (Пловдив, 2003).
- Специална награда на детското жури за най-добър детско-юношески филм на четвъртия балкански фестивал на детското кино „Златна амфора“, (Слънчев бряг, 2003).

## Песен
На финала песента по текст на Анелия Ранчева се изпълнява от Ивелина Балчева.